# Hieracium carneum
Hieracium carneum là một loài thực vật có hoa trong họ Cúc. Loài này được Greene mô tả khoa học đầu tiên năm 1881.
Hieracium carneum là một loài thực vật có nguồn gốc từ Arizona, New Mexico, Texas và Chihuahua. Nó phát triển trên các địa điểm nhiều đá ở độ cao 2.000–2.300 m (6.600–7.500 ft).
Hieracium carneum là một loại thảo dược cao tới 60 cm (24 in). Lá hình mác, hình dải, dài tới 12 cm (4,7 in). Đầu hoa có tia màu trắng đến hơi hồng nhưng không có hoa hình đĩa.